# September 1994
Dit artikel geeft een chronologisch overzicht van alle belangrijke gebeurtenissen per dag in de maand 
september van het jaar 1994.

## Gebeurtenissen
- Na bemiddeling door onder meer Jimmy Carter geeft de junta in Haïti de macht op.
- Irak stationeert troepen aan zijn grens met Koeweit. De Verenigde Staten sturen als antwoord troepen naar Koeweit

### 3 september
- Rusland en China komen overeen geen kernwapens meer op elkaar gericht te laten staan.
- Start van de 64ste editie van de hoogste afdeling in het Spaanse voetbal, de Primera División.

### 4 september
- In Rome begint de zevende editie van de Wereldkampioenschappen zwemmen.

### 11 september
- De Italiaanse wielrenner Maurizio Fondriest wint de 51ste editie van de Ronde van Polen.

### 13 september
- Brazilië bezet de eerste plaats op de FIFA-wereldranglijst. Nederland handhaaft zich op de vijfde plaats.

### 19 september
- Amerikaanse troepen vallen Haïti binnen.

### 23 september
- De Nederlandse zakenman Johannes van Damme wordt in Singapore opgehangen wegens de smokkel van ruim 4 kilogram heroïne.

### 24 september
- Bokser Regilio Tuur verovert in sportpaleis Ahoy' de wereldtitel in het supervedergewicht (58,97 kilogram) van de World Boxing Organisation (WBO) ten koste van de Amerikaan Eugene Speed.
- In Oslo winnen Khalid Skah (m) en Elana Meyer (v) het WK halve marathon.

### 25 september
- António Pinto wint de 21ste editie van de marathon van Berlijn, bij de vrouwen zegeviert Katrin Dörre.
- In Berlijn winnen de Deense handbalsters voor het eerst de Europese titel door in de finale gastland Duitsland met 27–23 te verslaan.

### 28 september
- De veerboot Estonia vergaat tussen Estland en Finland in de Oostzee. Er komen 852 bemanningsleden en passagiers om het leven.
- De secretaris-generaal José Francisco Ruiz Massieu van de Institutioneel Revolutionaire Partij (PRI), de Mexicaanse regeringspartij, wordt vermoord.

<< · januari · februari · maart · april · mei · juni · juli · augustus · september · oktober · november · december · >>